# Jochen Arden

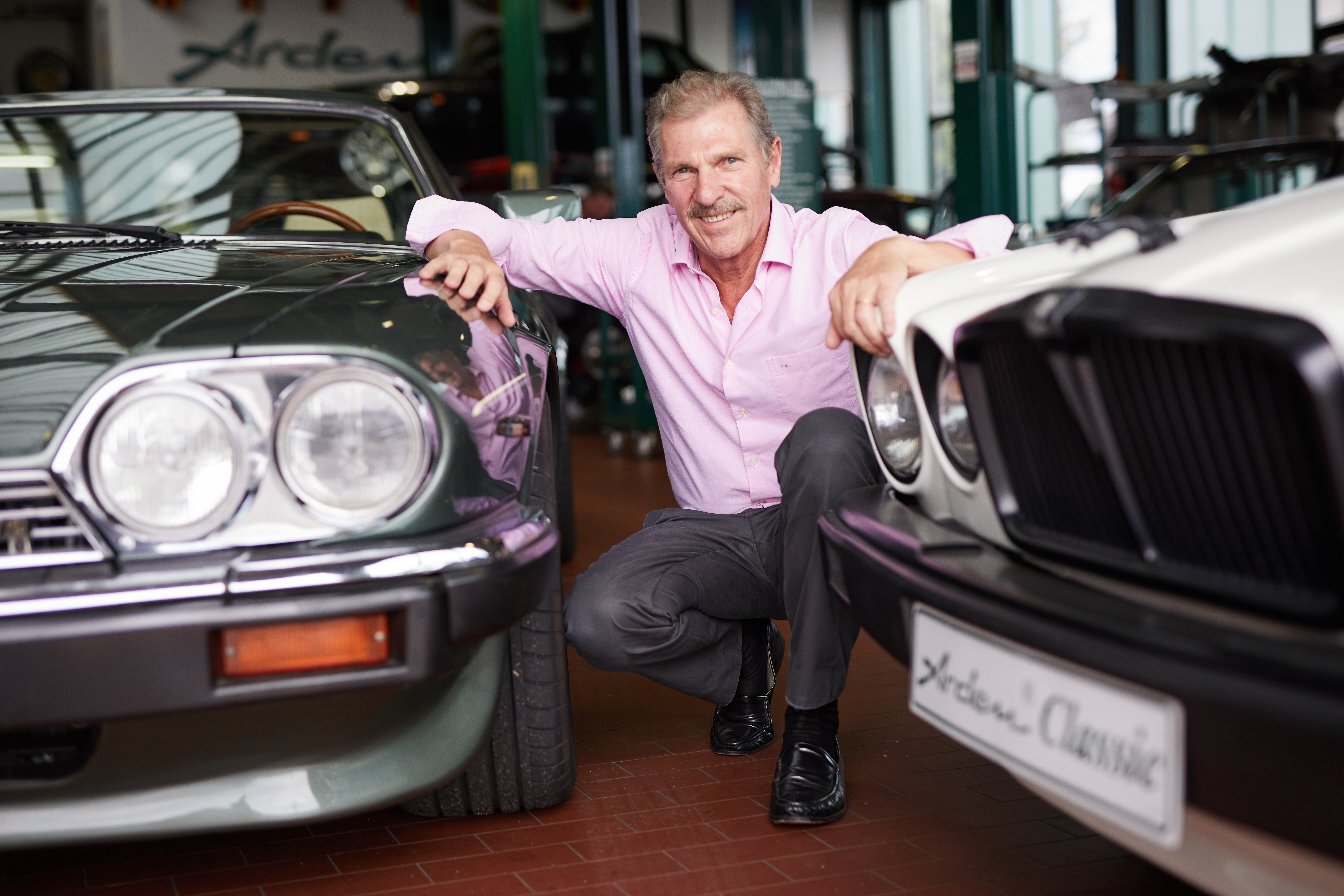
Jochen Arden zwischen zwei von ihm modifizierten Jaguar-Modellen, dem AJ1 und dem AJ2

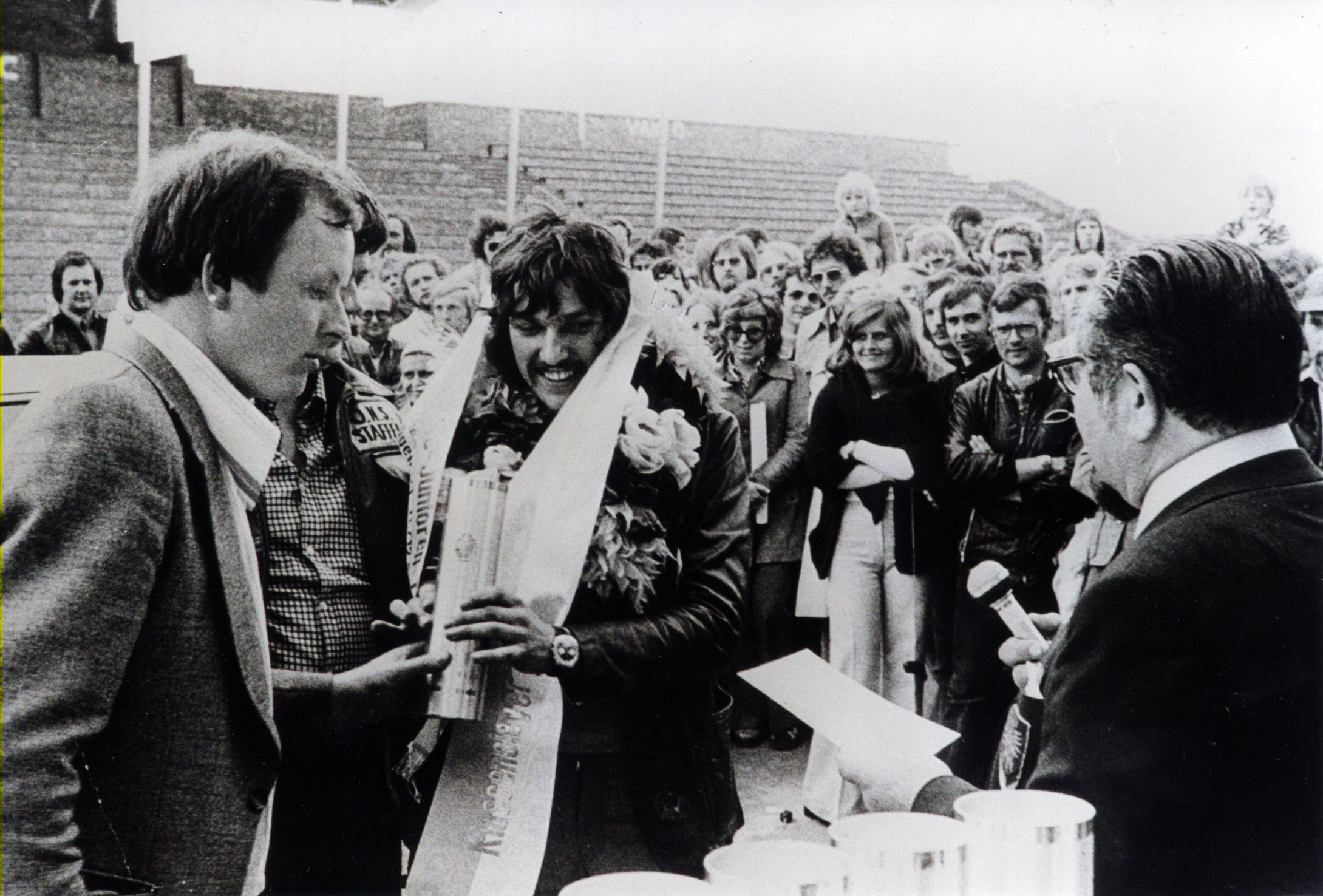
Jochen Arden Gewinner der ADAC-Junioren Trophy Team Koepchen Van Oyen Tuning, BMW 2002 TI

Joachim „Jochen“ Arden (* 26. August 1951 in Kleve), ist ein deutscher Automobilrennfahrer, Automobilkonstrukteur, Unternehmer und Gründer der Arden Automobilbau GmbH.

## Leben und Karriere
Jochen Arden wurde am 26. August 1951 als Sohn des Landwirts Kurt Arden in Kleve geboren.

### Fahrzeugkonstruktionen und -handel
Mit fünfzehn Jahren baute er sein erstes eigenes Motorrad. 1972 machte sich Jochen Arden selbständig und betrieb Handel mit hochwertigen Automobilen. 1976 gründete er die Arden Automobilbau GmbH als Vertragspartner der Mitsubishi Motors.
1982 schloss er einen Händlervertrag mit Jaguar ab und legte damit den Grundstein für sein heutiges Unternehmen, das sich auf die optische und technische Modifizierung von Jaguar und Range Rover spezialisiert. Bereits im Dezember 1982 präsentierte Jochen Arden die weltweit erste veredelte Jaguar XJ V12 Limousine. 1985 gründete Jochen Arden die Arden Automobilbau GmbH und präsentierte auf Basis des Jaguar XJS im selben Jahr auf der IAA das Arden AJ 2 Cabrio, das erste Jaguar Vollcabriolet seit dem legendären E-Type. Ein Artikel im Spiegel vom Mai 1988 erwähnt, dass das Fahrzeug mit als Grundlage für das von Jaguar dann im Februar 1988 präsentierte Modell XJ-S Convertible war, das dem AJ 2 Cabrio „verblüffend ähnlich“ sah. Auf der Basis des XJ-S konstruierte er 1986 auch einen Edel-Kombi, den damals „stärksten und schnellsten Kombi der Welt“ mit 455 PS und einer Höchstgeschwindigkeit mit knapp 300 km/h. Er gilt als der Hauptanbieter von Luxus-Kombis auf Jaguar-Basis.
1991 eröffnete Jochen Arden die Firmenniederlassung auf der Untergath in Krefeld. Es folgte die Gründung der Arden Engineering GmbH. 1996 ging Jochen Arden aus dem »First Class«-Verkaufswettbewerb der Jaguar Deutschland GmbH als Sieger hervor, den er dreimal in Folge gewann. 1999 verabschiedete sich Jochen Arden vom operativen Jaguarhandel und widmete sich ausschließlich dem Ausbau seines eigenen Unternehmens. Die weltweiten Vertriebsstrukturen wurden auf 22 Länder ausgedehnt, die erste ausländische Niederlassung gründete er bereits 1982 in England mit Duncan Hamilton.
2002 betitelte ihn die Auto Bild in einem Porträt-Artikel als „Der König der Katzen“. 2008 erweiterte Arden die Produktpalette und begann mit ersten Konstruktions- und Modifikationsplänen für Mini und Bentley. Als jüngsten Zweig der Unternehmensgruppe baute Jochen Arden seit 2011 die Arden Classic Abteilung aus. 2014 sorgte er mit dem weltweit stärksten Jaguar F-Type mit knapp 700 PS für Aufsehen.
Seit 2016 veranstaltet Jochen Arden jedes Jahr im September den Arden British Day. Oldtimer-Besitzer und Oldtimer-Fans sind dazu eingeladen, einen Tag auf den Wiesen rundum Burg Zelem zu verbringen. Der Arden British Day steht immer unter der Schirmherrschaft von einem individuell gebauten Arden-Fahrzeug  (2016 – AJ 1, 2017 – AJ 2, 2018 – AJ 3).
2018 bezeichnet die Auto Bild Klassik Jochen Arden als den bekanntesten Jaguar-Tuner der Welt.

### Rennsport
Bereits als Jugendlicher widmete sich Jochen Arden dem Automobilrennsport. 1974 startete er seine Rennfahrerlaufbahn im Tourenwagensport. Im selben Jahr errang er seinen ersten Klassensieg bei der ADAC-Junioren Trophy in Zandvoort mit einem BMW 2002 TI in der Tourenwagenklasse 2000 und erzielte einen hervorragenden Platz im Gesamtergebnis. Weitere Erfolge auf nationalen und internationalen Rennstrecken führten zu einem Angebot als Werksfahrer für einen Triumph Dolomite, das er jedoch ablehnte, um sich seiner Selbstständigkeit zu widmen. 1992 gründete Jochen Arden das Arden Racing Team (nicht zu verwechseln mit Arden International).
2004 übernahm er im Alfa 147 Cup für vier Läufe das Fahrzeug von Sebastian Stahl. Während der MINI Challenge 2007, an der er auch 2009 und 2011 teilnahm, fuhr er als Gastfahrer im Team Piro Sports und gewann die Gentleman-Liga in Zandvoort. 2012 debütierte Arden im Kremer Porsche RSR beim Oldtimer-Grand-Prix auf dem Nürburgring und fuhr in der Saison 2013 dasselbe Fahrzeug gemeinsam mit Clemens Schickentanz.

### Persönliches
2000 erwarb Jochen Arden Burg Zelem bei Kranenburg. Das Gebäude mit einer fast tausendjährigen Geschichte ließ der Unternehmer über dreizehn Jahre mit hohem Aufwand renovieren. Seit 1984 ist Jochen Arden verheiratet und hat drei erwachsene Kinder.